# Antonio de Paz

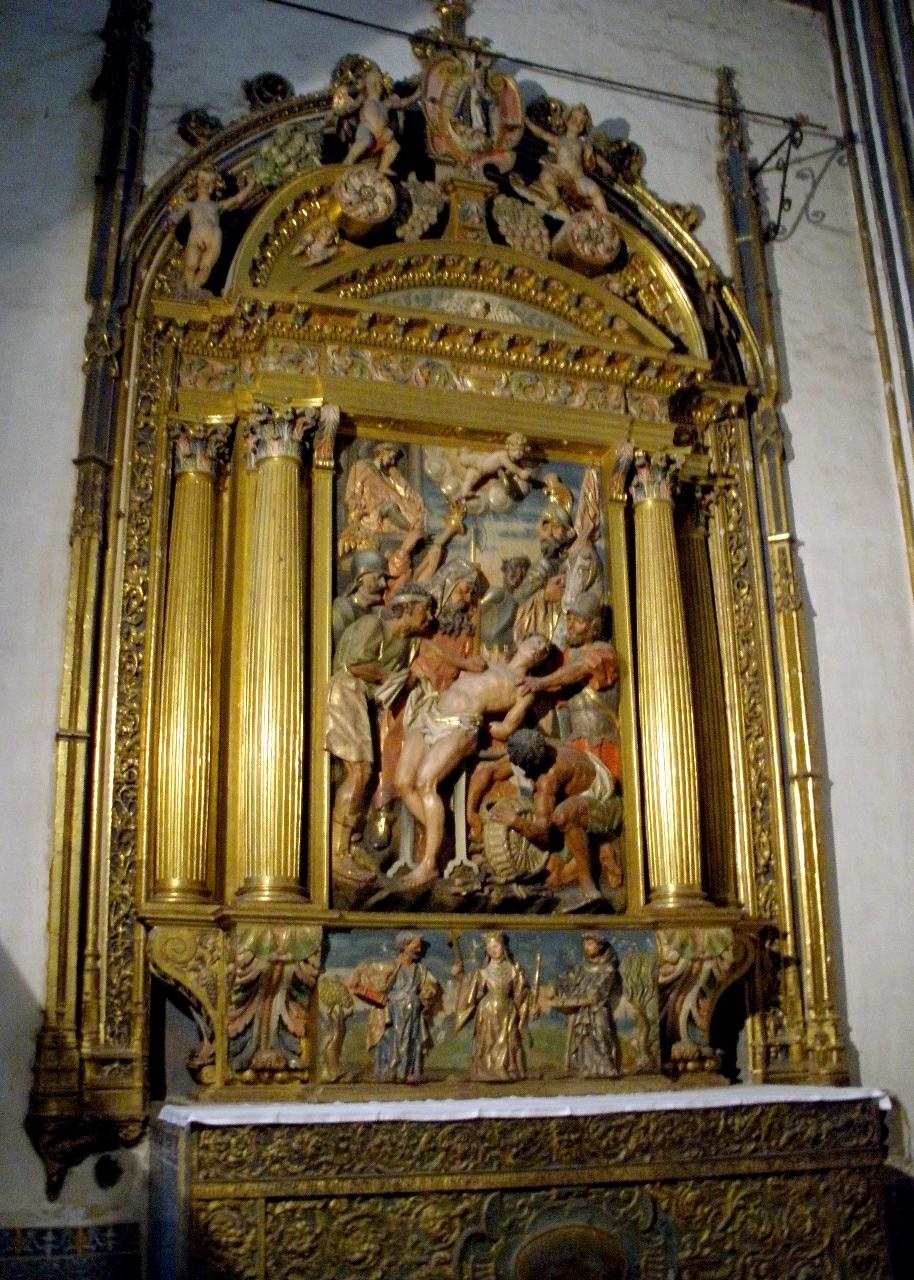
Relieve del Martirio de San Lorenzo en la Catedral Nueva de Salamanca.

Antonio de Paz fue un escultor salmantino nacido a finales del siglo XVI y fallecido en 1647. Hermano del también escultor y ensamblador Andrés de Paz.

## Carrera
Se desconoce en el taller de qué escultor inició su formación si bien hay que destacar que el la época seguían en activo en la ciudad las labores de escultores que labraban la piedra de la arquitectura plateresca y la escuela escultórica surgida en Salamanca entre finales del siglo XVI y principios del siglo XVII, caracterizada por la influencia del manierismo de Juan de Juni y del romanismo italiano. Ambas influencias, junto con las de los escultores toresanos Sebastián Ducete y Esteban de Rueda, están también presentes en la obra de Antonio de Paz.
La primera obra que se conoce del autor son dos tablas de pintura para la sacristía de la Catedral Nueva de Salamanca de 1615. El mismo año realizó las imágenes de los dos ladrones y seis ángeles para el grupo escultórico con el que la Cofradía de la Vera Cruz de Salamanca realiza el Acto del Descendimiento. La Cofradía encargó en 1617 a Pedro Hernández y Antonio de Paz la realización del Sepulcro, junto con un ángel y las tres Marías para la procesión del Domingo de Resurrección, todas ellas en la ermita de la Vera Cruz.
Realizó las tallas y relieves del retablo mayor de la iglesia de San Martín contratado en 1621, con excepción del relieve central con la escena de San Martín partiendo su capa, que corrió a cargo de Esteban de Rueda. El retablo se terminó en 1635, participando en parte del ensamblaje Andrés de Paz, quedando arrasado por un incendio en 1854.
A partir de 1627 recibe una serie de encargos para la Catedral Nueva de Salamanca, siendo el primero las imágenes de San Gregorio Ostiense y San Agustín del retablo de la Capilla de la Virgen de Morales. En 1628 realizó las imágenes de Santiago y Santa Teresa para la segunda capilla del lado del evangelio y el relieve principal con la escena del martirio para la Capilla de San Lorenzo. Un año después contrato la realización, junto con Francisco Sánchez, de los sepulcros de Antonio Corrionero (obispo de Salamanca) y su hermano Alonso Ruano Corrionero en la Capilla de la Virgen de la Verdad. También es obra del escultor la imagen de la Virgen del Carmen que se encuentra en la Capilla del Cristo de las Batallas.
En 1639 realiza una Santa Teresa para la Catedral de León.
Para el Convento de San Esteban de Salamanca, realizó el conjunto de esculturas de la sacristía, la imagen de San José situada sobre la portada plateresca que comunica la iglesia con el claustro y una imagen de San Pedro Mártir.
La mayor obra de Antonio de Paz conservada es el retablo de Iglesia de Sancti Spiritus de Salamanca, encargado en 1644 y ensamblado una vez muerto el escultor por Andrés de Paz y Juan de Rojas.